# Ókeresztény művészet
Az ókeresztény művészet az első évszázadokban fejlődött ki a Római Birodalom egész területén. Fejlődése nyomon követhető 2. századból fennmaradt első emlékektől a népvándorlás kori és a nyugati preromán vagy karoling művészet megjelenéséig, illetve a keleti bizánci művészet kialakulásáig. Kezdetben a római antik művészettel is párhuzamosan fejlődött. Constantius császár 313-ban írt rendelete nagy fordulatot jelentett a keresztény művészetben, hiszen nyilvánosan is fejlődhetett. A korai kereszténység legelterjedtebb templomformája a bazilika volt.

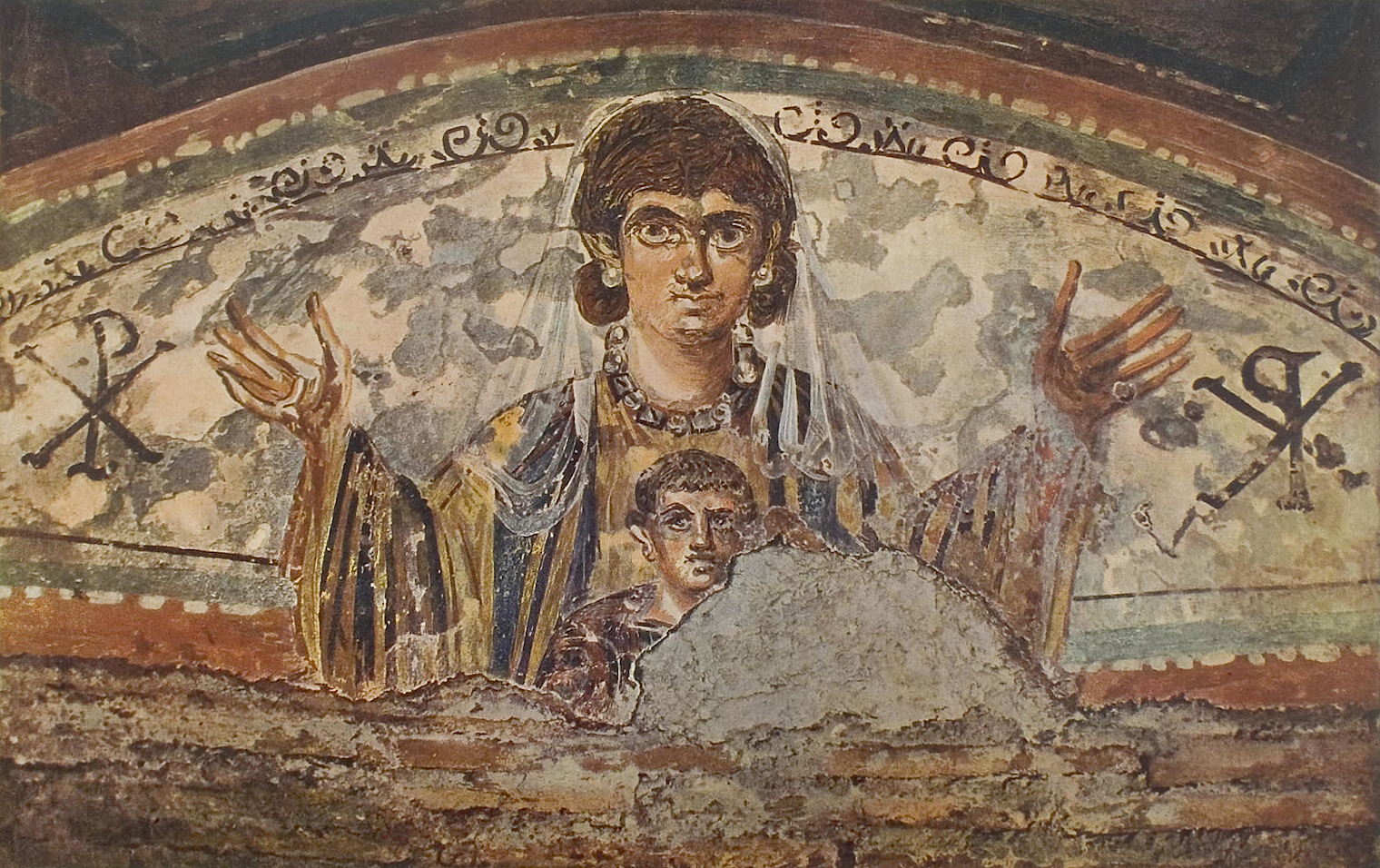
Mária és a gyermek. Falfestmény egy római katakombában, 4. század

Az ókeresztény művészet csak a katakombák (a szegény és üldözött keresztények föld alatti és sziklába vájt temetkező és gyülekező helyei) falait díszítő festményekre és valamivel később a kőszarkofágok reliefjeire szorítkozott.

## Festészet
A katakombák mennyezetfreskói geometrikus díszítésűek, a római és pompei festészet egyszerűsített változatai. A keresztény világképet jelképezik vörös és kék kontúrokkal. A madár-, és gyümölcsmotívumok szintén antik eredetűek. Az egész díszítés légies és könnyed, és a központi kör felé, Jézus felé tör. Jézust a hellenisztikus művészet motívuma szerint, egy tunikás ifjúként, báránnyal a vállán ábrázolják.
A legrégebbi Krisztus-képek egyike a 4. századból való. Ezt az alkotást Junius Bassus szarkofágján találták, 359-ben készült Rómában, a Szent-Péter kriptában. Jézus itt még nem a megszokott szakállas férfi, viruló ifjú trónol Szent Péter és Szent Pál között, akik viszont görög filozófusok is lehetnének. A mennyben trónoló megváltó az égbolton nyugtatja lábát, és ezt az antik ég-istenség tartja.
Híres festmény még a Mózes vizet fakaszt a sziklából, a dura-europoszi zsinagógában. De ez a kép nem annyira az eseményt, mint annak jelentőségét igyekszik felidézni. Ezért mutatja Mózes alakját olyan magasnak a hétágú gyertyatartóval, díszített frigyszekrény előtt. Hogy Izrael minden népe részesül a forrás áldásában, azt abból tudjuk, hogy a feltörő forrás 12 kis patakra szakad, mindegyik a maga gazdájához, a sátra előtt álló alakhoz folyik. Lehet, hogy azért ilyen primitív az előadásmód, mert a festő nem túlságosan ügyes. De lehet, hogy nem is akar pontosan rajzolni. A fő célja az, hogy a néző emlékezetébe vésse, hányszor megmutatta erejét az úr a zsidók népének. A szerény falfestmény azért is érdekes, mert a kereszténység, amikor a művészetet szolgálatába állította, hasonló célokat tűzött eléje.
Feltűnően gyakori a megmenekülés-jelenetek ábrázolása, ennek az a magyarázata, hogy az ilyen ábrázolásoknak korábban már volt hagyománya, az ókori zsidók művészete, a keresztény hívők csak így tudták kifejezni a megváltás fogalmát.
A három férfi a tüzes kemencében, a Priscilla-katakombában, Rómában a 3. században készült. A katakombák festője nem önmagáért ábrázolja a drámai jelenetet, vigasztalni, bizonygatni akarja keresztény testvéreit. Ehhez tökéletesen elég, ha három férfit, a lángokat és a galambot, az isteni segítség jelképét szemünk elé tárja. Mindent elhagy, ami nem tartozik szorosan a tárgyhoz. Van valami megható ebben a falfestményben, ahogy a három alak, két kezét imára emelve, szembenéz velünk, mintha tudtul akarná adni azt, hogy az emberiség kezdi meglátni, hogy mi nem földi szépség.

## Építészet
Az első századokban, az üldözések alatt a korai keresztények magánházakban jöttek össze, illetve egyes helyeken, pl. Rómában a katakombákban is. Konstantin türelmi rendelete (313) de főleg a kereszténység államvallássá válása (380) után általánossá vált a templomépítés.
Az antik templomokkal ellentétben, a keresztény templomokban a hangsúly a belső térre terelődik, hiszen a híveknek együtt kellett bemutatniuk az áldozatot s ez meghatározza a külalakot is. Az oszlopok a templom belsejében vannak, s nyugat-kelet irányban nagy mélység benyomását keltik. Az oszlopok két vagy négy sorban helyezkednek el, s így a belteret három illetve öt hajóra osztják. A hajók ösvényként vezetnek az apszis felé. A korinthoszi vagy ión oszlopsorokat boltív vagy vízszintes gerendázat köti össze. Az ablakok a középső "hajó", mely magasabb és szélesebb a többinél, északi és déli falán, az oldalhajók teteje felett helyezkednek el, így a templom természetes fényt kap. A főhajó, mellékhajók és apszis mellett a bazilika részét képezi az átrium is, mely fedetlen volt. Itt tartózkodtak a még meg nem keresztelt hívek és itt volt a keresztelőkút is.
Ismert ókeresztény templomok:
- Santa Sabina
- Régi római Szent Péter-bazilika
- San Paolo fuori le mura
- Santa Maria Maggiore
- Santa Pudenziana
- San Apollinare
- San Apollinare Nuovo (belsejét már bizánci mozaikok díszítik)

A bazilikák is hosszanti elrendezésűek, velük párhuzamosan pedig centrális építmények, kör vagy sokszög alapúak, is épültek. Így a régi római Szent Péter-bazilika mellett is voltak kör alaprajzú kápolnák. A Santa Costanza templom, amely tulajdonképpen Constantinus lányának mauzóleuma, az épület nevét is róla kapta. A középső tér fölé kör alapú kupola magasodik, a külső gyűrű alakú boltíves teret árkád határolja. A mauzóleum-építészet szép példája még a Ravennában található Theodorik-síremlék, melynek tulajdonképpeni kupoláját egyetlen hatalmas kőtömbből faragták ki.
A keleti kereszténység építészetében jut csak igazán fontos szerephez a centrális alaprajz. Kalat Sziman (Szent Simon) templomában négy bazilika csatlakozik egyetlen nyolcszögletű térben, így előlegezve meg a centrális eszményt. A jeruzsálemi Szent Sír-templomban megvannak a nyugaton is fellelhető elemek, mint az átrium, de azok centrálisan kapcsolódnak. Ebből vett mintát a bizánci építészet.

## Szobrászat
Az ókeresztény szobrászat legnagyobb alkotásai a szarkofágok reliefjei. Kezdetben ezeken is a katakombák falfestményeiről ismert motívumok domináltak, és szétszórtan, a szarkofág elejét is betöltötték. Később a motívumokat önálló jelenetbe foglalták, s egyeseket vízszintes és függőleges tagolással, oszloppal, fatörzzsel, vagy szalaggal választottak el egymástól. A salonai kőszarkofág oldalát oszlopok, háromszög alakú oszlopfejezet, és boltíves megoldások tagolják, és három domborműábrázolás áll rajta. A hangsúly a középső jeleneten van, amely Jézus idealizált képe, a két szélső relief pedig a halottakat és kísérőiket ábrázolja. Az aránytalanság szándékos, mert a művész ezzel fejezi ki a fő jelenetet. A gyászolók tömege változatos, fejtartásuk mozgalmas. A perspektíva és a mélység hiánya arra késztette a szobrászt, hogy a fenti figurákat egy fejjel magasabbnak ábrázolja, mint az alsókat.
Portrészobrok is maradtak ránk ebből az időből, amit Isztambulban őriznek. Érezzük, hogy az ilyen szobornak megvan a maga élete. Az arckifejezés nagyon intenzív, a szem körüli részeket és a homlokot gondosan kimunkálta a művész. Olyan embert állít elénk, aki tanúja volt a vallás felemelkedésének, és végül elfogadta azt.